# Ifj. Johann Strauss műveinek listája

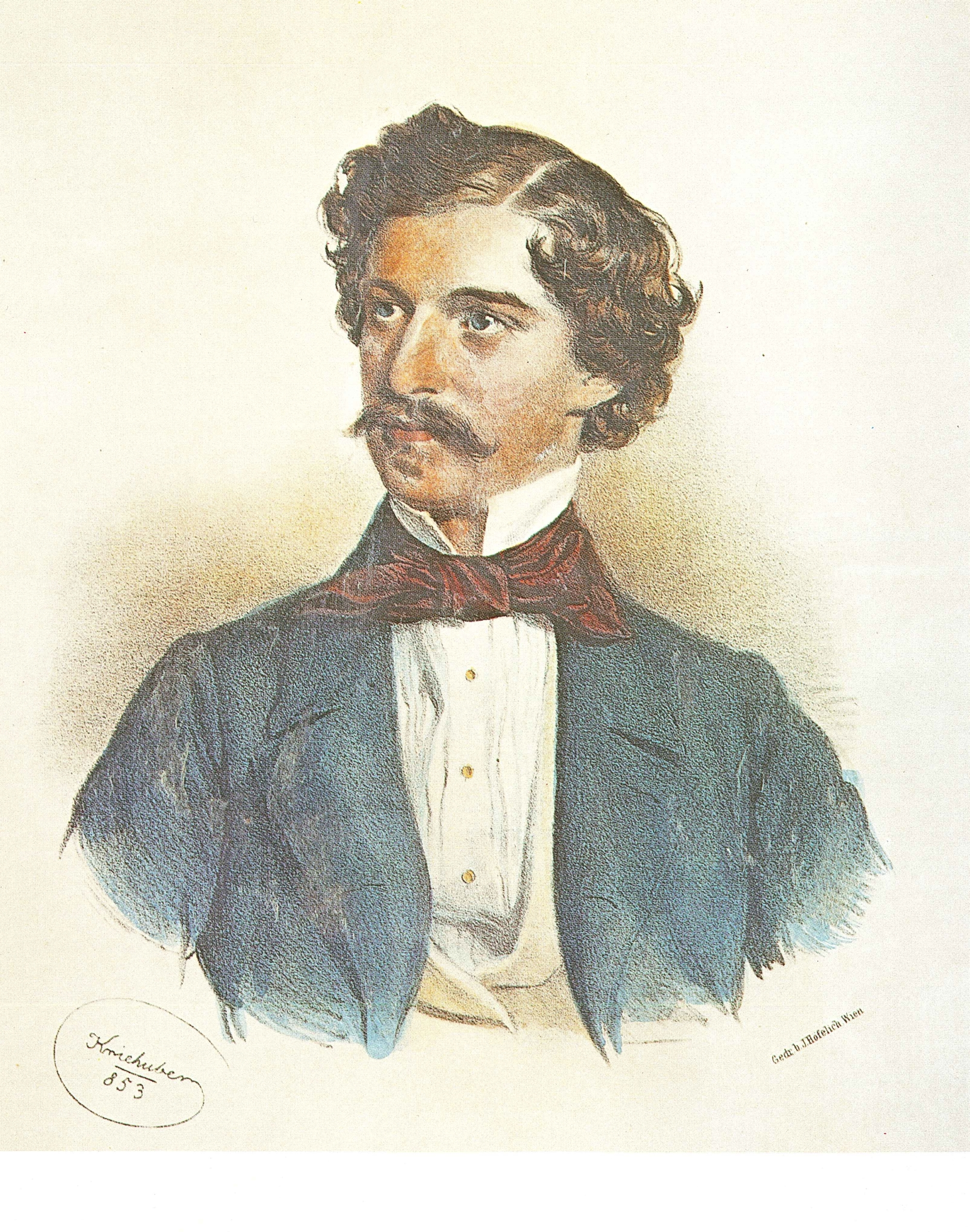
Johann Strauss

Az alábbi lista ifj. Johann Strauss műveit tartalmazza.
Strauss komponálta egy operát, tizenöt operettet, egy balettet és körülbelül ötszáz keringőt, polkát, indulót és quadrille-et.

## Opera
- Pázmán lovag (1892)
 abból: Balettzene, Pásmán-keringő Pásmán-Polka, Csárdás, Eva-keringő und Pásmán-quadrille, minden op. 441

## Operettek
Három fragment letezik: Die lustigen Weiber von Wien (1868 k.), Romulus (1871 k.) és Der Schelm von Bergen (1886 k.).
Az Egy éj Velencében (1883) ősbemutatója Berlinben, minden más Bécsben volt.
- Indigo und die 40 Räuber, ősbemutató: 1871. február 10., Theater an der Wien
 abból a táncok: op. 343–351, 1871. augusztus; 1906/07 Ernst Reiterer átdolgozott és új szöveggel Tausend und eine Nacht lett
- Karnevál Rómában, ősbemutató: 1873. március 1., Theater an der Wien
abból a táncok: op. 356–360, 1873. augusztus és október között
- A denevér, ősbemutató: 1874. április 3., Theater an der Wien
abból a táncok: op. 362, 363, 365–368, 1874. június és november között
- Cagliostro Bécsben, ősbemutató: 1875. február 27., Theater an der Wien
abból a táncok: op. 369–374, 1875. július és október között
- Methusalem herceg, ősbemutató: 1875. február 27., Carltheater
abból a táncok: op. 375–379, 1877. szeptember
- Blindekuh, ősbemutató: 1878. december 18., Theater an der Wien
abból a táncok: op. 381–384, 1879. április és október között
- A királyné csipkekendője, ősbemutató: 1880. október 1., Theater an der Wien
abból a táncok: op. 388, 389, 391–394, 406, 1880. november és 1881. június/július
- Der lustige Krieg, ősbemutató: 1881. november 25., Theater an der Wien
abból a táncok: op. 397–405, 407, 1882. október és december között
- Egy éj Velencében, ősbemutató: 1883. október 3., Neues Friedrich-Wilhelm-Städtisches Theater, Berlin
abból a táncok: op. 411–416, 1884. március
- A cigánybáró, ősbemutató: 1885. október 24., Theater an der Wien
abból a táncok: op. 417–422, 1886. június
- Simplicius, ősbemutató: 1887. december 17., Theater an der Wien
abból a táncok: op. 427–432, 1888. május
- Fürstin Ninetta, ősbemutató: 1893. január 10., Theater an der Wien
abból a táncok: op. 445–450, 1893. március
- Jabuka, ősbemutató: 1894. október 12., Theater an der Wien
abból a táncok: op. 455–460, 1894. december
- Waldmeister, ősbemutató: 1895. december 4., Theater an der Wien
abból a táncok: op. 463–468, 1896. február
- Die Göttin der Vernunft, ősbemutató: 1897. március 13., Theater an der Wien
abból a táncok: op. 471–473, 1897. június
- Bécsi vér, amelyet Adolf Müller a Strauss-keringők legjavából állítottak össze, ősbemutató: 1899. október 26., Carltheater

## Balett
- Hamupipőke (Aschenbrödel, Fragment 1899, ősbemutató: 1901)

## Keringők
- Sinngedichte op. 1 (1844)
- Gunstwerber op. 4 (1844)
- Faschingslieder op. 11 (1846)
- Jugendträume op. 12 (1846)
- Sträußchen op. 15 (1846)
- Sängerfahrten op. 41 (1847)
- Lava-Ströme op. 74 1850)
- Rhadamantus-Klänge op. 94 (1851)

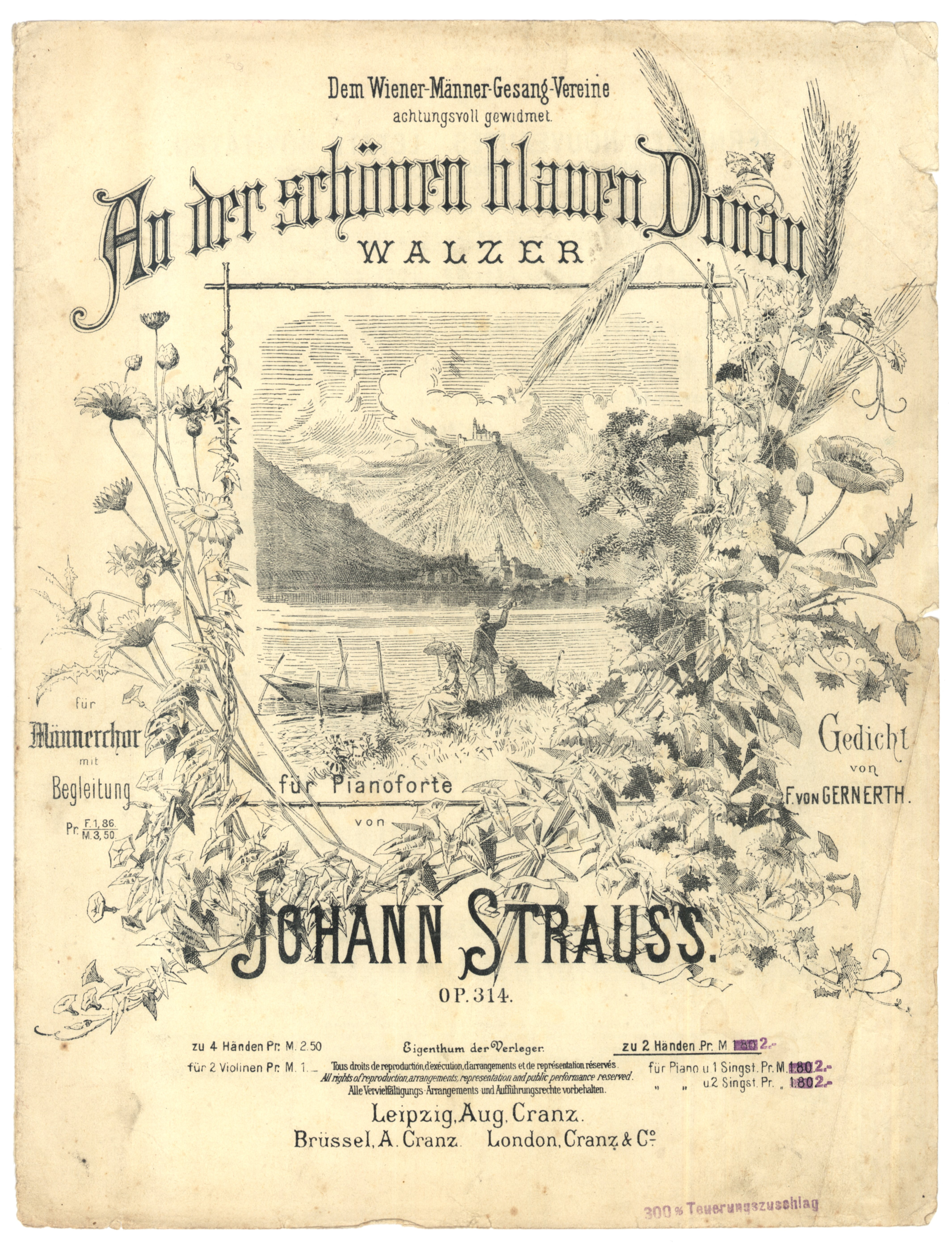
A keringő An der schönen blauen Donau, op. 314

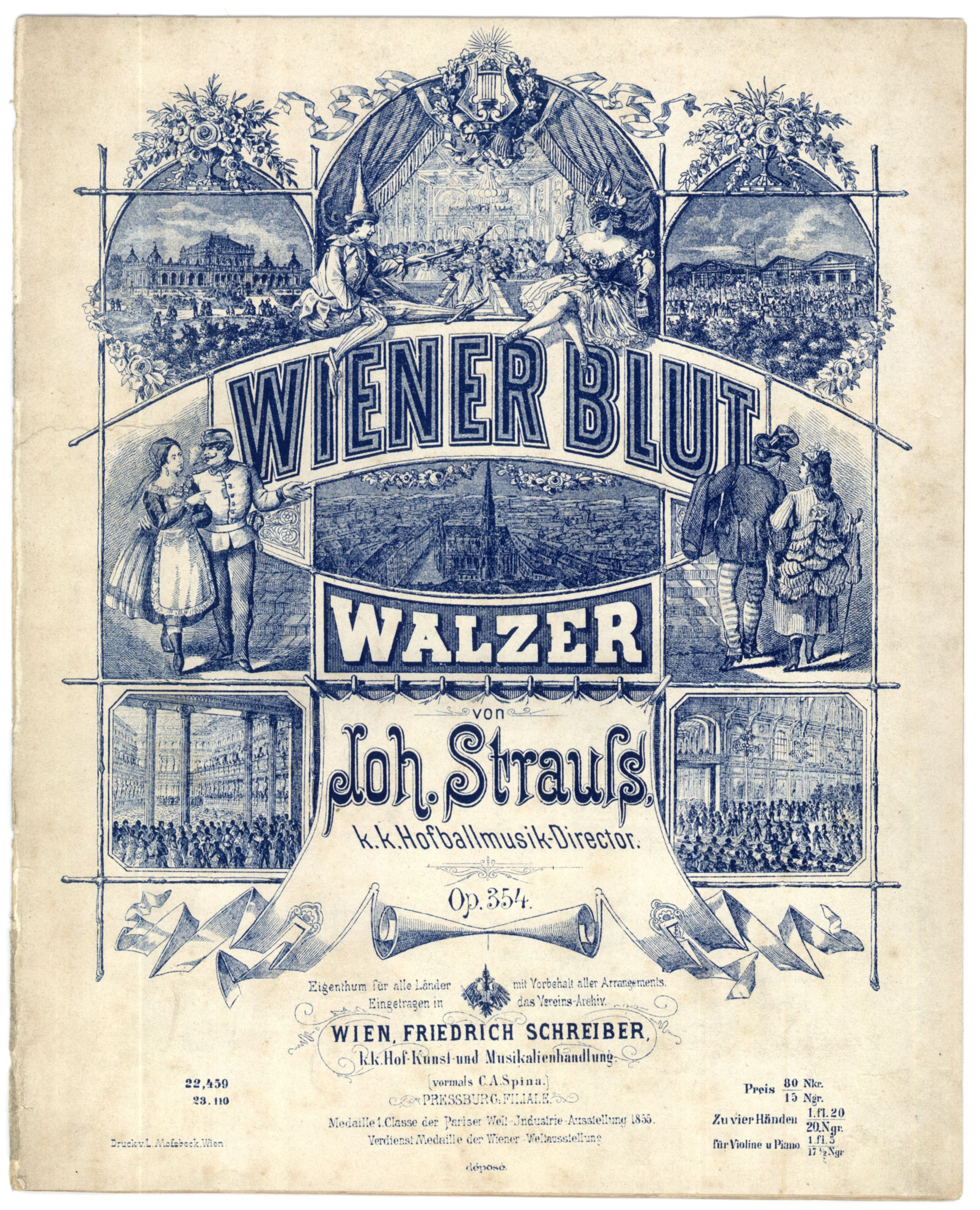
A keringő Wiener Blut, op. 354

- Mephistos Höllenrufe op. 101 (1851)
- Liebeslieder op. 114 (1852)
- Phönix-Schwingen op. 125 (1853)
- Solon-Sprüche op. 128 (1853)
- Schneeglöckchen op. 143 (1854)
- Nachtfalter op. 157 Falena (1855)
- Gedanken auf den Alpen op. 172 (1855)
- Man lebt nur Einmal! op. 167 (1855)
- Abschieds-Rufe op. 179
- Abschied von St.Petersburg op. 210 (1858)
- Reiseabenteuer op. 227 (1860)
- Accelerationen op. 234 (1860)
- Immer Heiterer op. 235 (1860)
- Karnevalsbotschafter op. 270 (1862)
- Leitartikel op. 273 (1863)
- Morgenblätter op. 279 (1863)
- Studentenlust op. 285 (1864)
- Feuilleton op. 293 (1865)
- Bürgersinn op. 295 (1865)
- Flugschriften op. 300 (1865)
- Wiener Bonbons op. 307 (1866)
- Feenmärchen op. 312 (1866)
- An der schönen blauen Donau op. 314 Kék Duna keringő (1867)
- Künstlerleben op. 316 (1867)
- Telegramme op. 318 (1867)
- Die Publicisten op. 321 (1868)
- Geschichten aus dem Wienerwald op. 325 (1868)
- Erinnerung an Covent Garden  Op. 329
- Illustrationen op. 331 ' (1869)
- Wein, Weib und Gesang op. 333 (1869)
- Freuet Euch des Lebens op. 340 (1870)
- Neu Wien op. 342 (1870)
- Tausend und eine Nacht op. 346 '(1871)
- Wiener Blut op. 354 (1873)
- Bei uns Z'haus op. 361 (1873)
- Wo die Zitronen blühen op. 364 '(1874)
- Du und Du op. 367 (1874)
- Cagliostro-Walzer op. 370 (1875)
- O schöner Mai! op. 375 (1877)
- In's Zentrum! op. 387 (1880)
- Rosen aus dem Süden op. 388 (1880)
- Nordseebilder op. 390 (1880)
- Myrthenblüten op. 395 (1881)
- Kuss-Walzer op. 400 (1881)
- Frühlingsstimmen op. 410 (1883)
- Lagunen-Walzer op. 411 (1883)
- Schatz-Walzer op. 418 (1885)
- Wiener Frauen op. 423 (1886)
- Donauweibchen op. 427 (1887)
- Kaiser-Jubiläum-Jubelwalzer op. 434 (1888)
- Kaiser-Walzer op. 437 (1888)
- Rathausball-Tänze op. 438 (1890)
- Groß-Wien op. 440 Grande Vienna (1891)
- Seid umschlungen Millionen op. 443 (1892)
- Märchen aus dem Orient op. 444 (1892)
- Ninetta-Walzer op. 445 (1893)
- Ich bin dir gut! op. 455
- Klug Gretelein op. 462 (1895)
- Trau, schau wem! op. 463 (1895)
- An der Elbe op. 477 (1897)
- Klänge aus der Raimundzeit op. 479 (1898)

## Polkák
- Explosions-Polka op. 43 (1847)

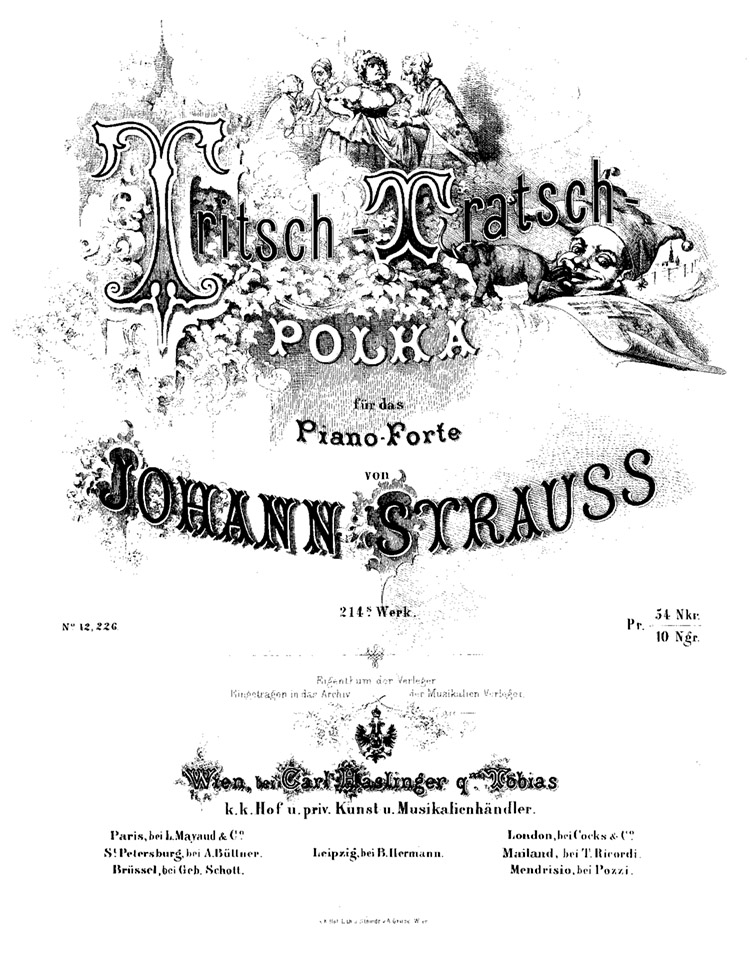
Tritsch tratsch polka op. 214

- Liguorianer Seufzer Scherz-Polka op. 57 (1848)
- Geisseihiebe-Polka op. 60 (1849)
- Albion-Polka op. 102 (1851)
- Annen-Polka op. 117 (1852)
- Haute-volee op. 155 (1854)
- Schnellpost op. 159 (1854)
- Marie Taglioni-Polka op. 173 (1856)
- L'Enfantillage-Polka  op. 202 (1858)
- Hellenen-Polka  op. 203 (1858)
- Champagner-Polka op. 211 (1858)
- Tritsch-Tratsch-Polka op. 214 (1858)
- Der Kobold op. 226 (1859)
- Die Pariserin op. 238 (1860)
- Maskenzug op. 240 (1860)
- Perpetuum mobile. Ein musikalischer Scherz op. 257 (1861)
- Furioso-Polka op. 260 (1861)
- Lucifer-Polka op. 266 (1861)
- Demolirer-Polka op. 269 (1862)
- Bauern-Polka op. 276 (1863)
- Vergnügungszug op. 281 (1864)
- S gibt nur a Kaiserstadt,'s gibt nur a Wien! op. 291 (1864)
- Process-Polka op. 294
- Kreuzfidel op. 301 (1865)
- Lob der Frauen op. 315 (1867)
- Leichtes Blut op. 319 (1867)
- Figaro-Polka op. 320 (1867)
- Stadt und Land op. 322 (1868)
- Ein Herz, ein Sinn! op. 323 (1868)
- Unter Donner und Blitz op. 324 (1868)
- Freikugeln op. 326 (1868)
- Sängerslust op. 328
- Fata Morgana op. 330 (1869)
- Éljen a Magyar! op. 332 (1869)
- Im Krapfenwald'l op. 336 (1869)
- Pizzicato Polka op. 234 (1870)
- Im Sturmschritt op. 348 (1871)
- Die Bajadere op. 351 (1871)
- Vom Donaustrande op. 358 (1873)
- Fledermaus-Polka op. 362 (1874)
- Tik-Tak-Polka op. 365 (1874)
- An der Moldau op. 366 (1874)
- Glücklich ist, wer vergißt op. 368 (1874)
- Bitte schön! op. 372 (1875)
- Auf der Jagd! op. 373 (1875)
- Banditen-Galopp op. 378 (1877)
- Frisch Heran! op. 386 (1880)
- Sturmisch in Lieb' und Tanz op. 393 (1881)
- Rasch in der Tat! op. 409 (1883)
- So ängstlich sind wir nicht! op. 413 (1884)
- Kriegsabenteuer op. 419 (1885)
- Auf zum Tanze! op. 436 (1888)
- Durch's Telephon op. 439 (1890)
- Unparteiische Kritiken op. 442 (1892)
- Diplomaten-Polka op. 448 (1893)
- Das Comitat geht in die Höh'! op. 457 (1894)

## Indulók
- Patrioten Marsch op. 8 (1845)
- Austria op. 20 (1846)
- Fest op. 49 (1847)
- Revolutions-Marsch, op. 54 (1848)
- Studenten-Marsch op. 56 (1848)

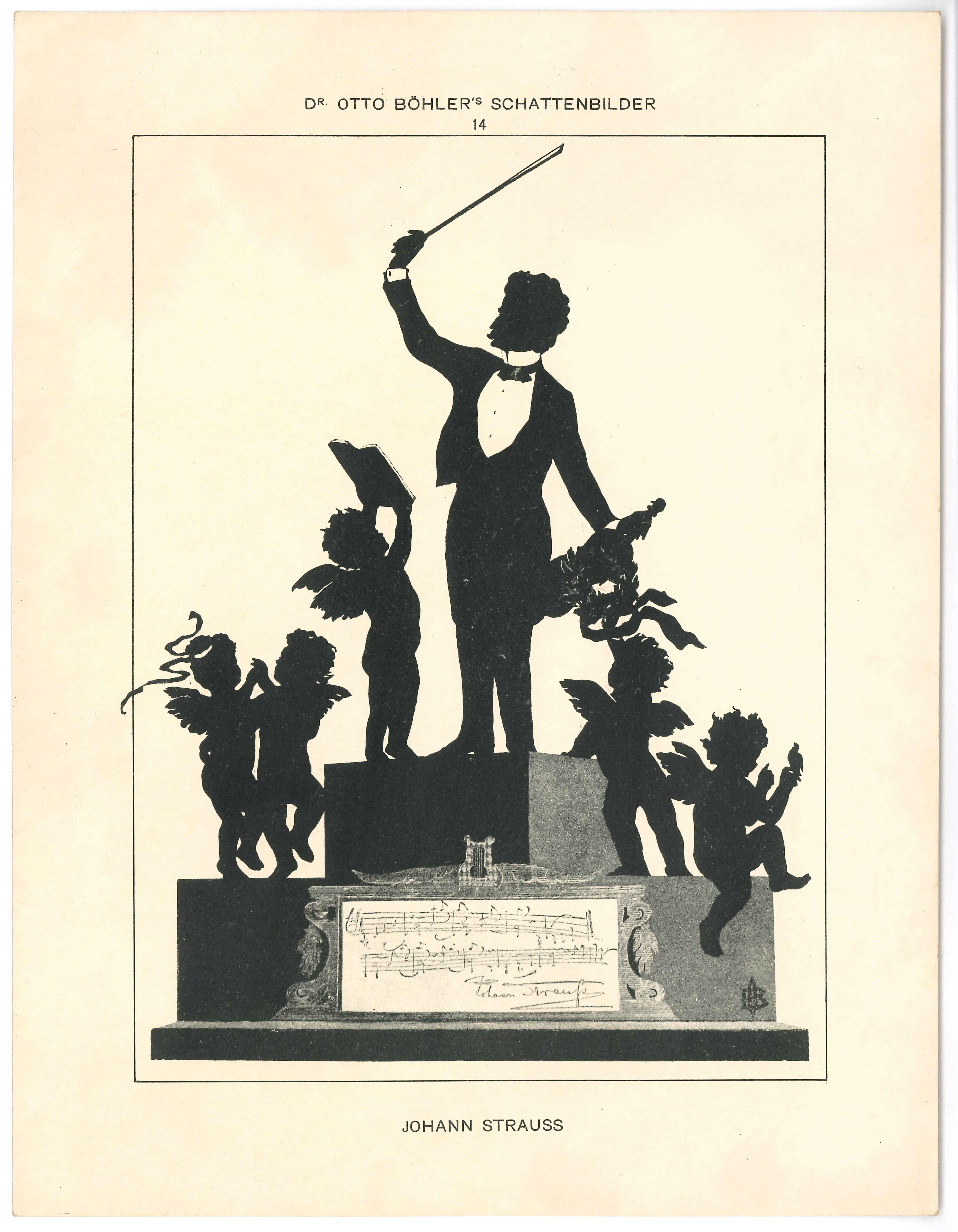
Strauss árnyképe Otto Böhler-től

- Brünner Nationalgarde op. 58 (1848)
- Kaiser Franz Josef op. 67 (1849)
- Triumph Marsch op. 69 (1850)
- Wiener Garnison op. 77 (1850)
- Ottinger Reiter op. 83 (1850)
- Kaiser-Jäger op. 93 (1851)
- Viribus Unitis op. 96 (1851)
- Grossfürsten op. 107 '(1852)
- Sachsen-Kürassier op. 113 (1852)
- Wiener Jubel-Gruss op. 115 (1852)
- Kaiser Franz Josef I, Rettungs-Jubel Marsch op. 126 (1853)
- Caroussel Marsch op. 133 (1853)
- Kron Marsch op. 139 (1853)
- Erzherzog Wilherlm Genesungs op. 149 (1854)
- Napoleon-Marsch op. 156 (1854)
- Alliance op. 158 (1854)
- Krönungs Marsch op. 183 (1856)
- Fürst Bariatinsky op. 212 (1858)
- Deutscher Kriegermarsch op. 284 (1864)
- Verbrüderungs op. 287 (1864)
- Persischer-Marsch (1864)
- Egyptischer-Marsch op. 335 (1869)
- Indigo-Marsch op. 349 (1871)
- Russischer Marsch-Fantasie op. 353 (1872)
- Hoch Osterreich! op. 371 Evviva Austria! (1875)
- Jubelfest-Marsch op. 396 (1881)
- Der Lustige Krieg Marsch op. 397 (1882)
- Matador op. 406 (1883)
- Habsburg Hoch! op.408 (1883)
- Russischer Marsch op. 426 (1886)
- Freiwillige vor! (1887)
- Reiter Marsch op. 428 (1888)
- Spanischer Marsch op. 433 (1888)
- Fest Marsch op. 452 (1893)
- Zivio! Marsch op. 456 (1894)
- Es war so wunderschön op. 467 (1896)
- Deutschmeister Jubiläumsmarsch op. 470
- Auf's Korn! Bundesschützen-Marsch op. 478

## Quadrille-ek
- Debut-Quadrille op. 2 (1844)
- Cytheren-Quadrille op. 6 (1844)

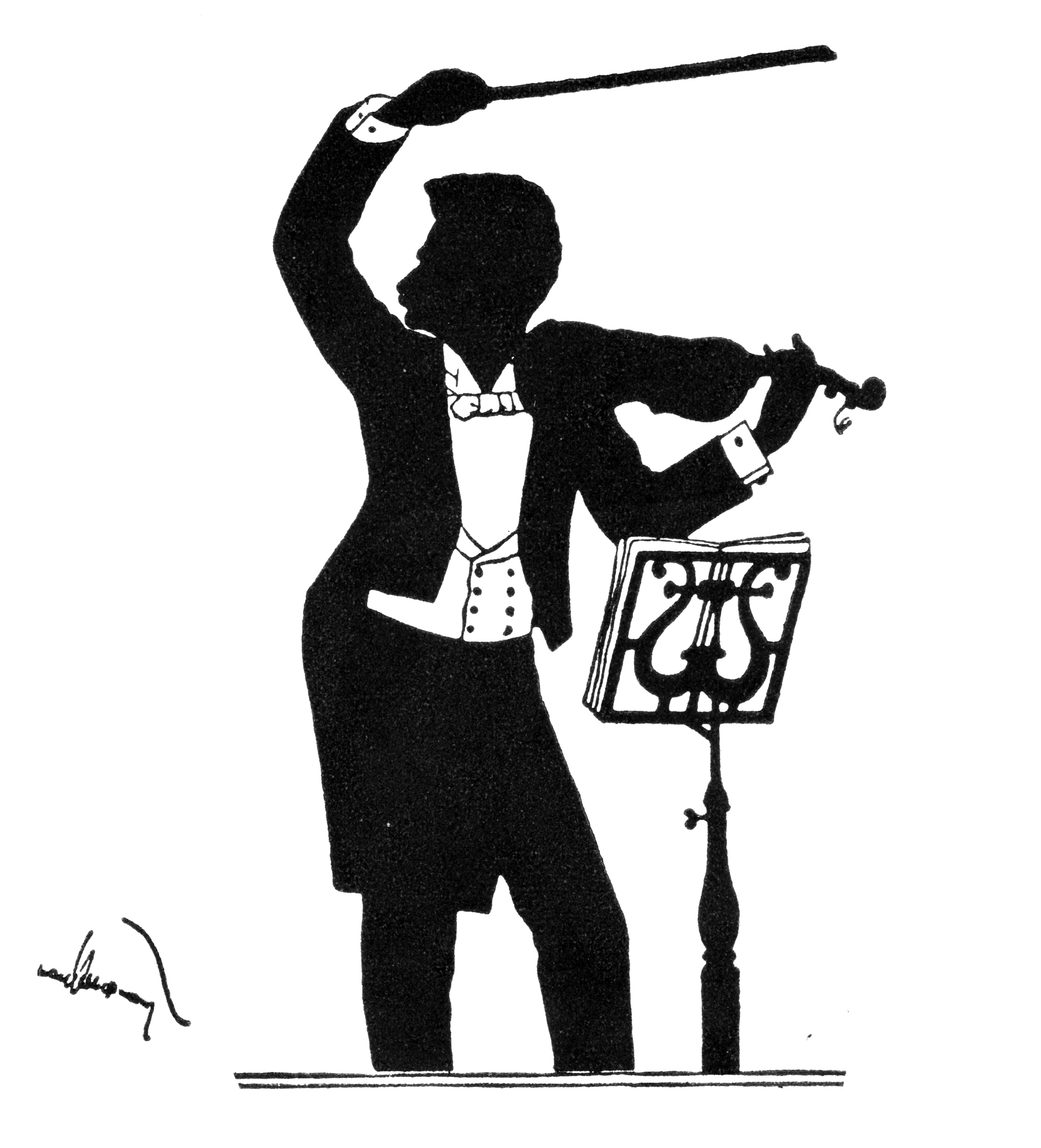
Strauss árnyképe Hans Schließmann-tól

- Quadrille „Der Liebesbrunnen“ (M. W. Balfe) után op. 10 (1845)
- Serben-Quadrille op. 14 (1846)
- Elfen-Quadrille op. 16 (1845)
- Dämonen-Quadrille op. 19 (1845)
- Zigeunerin-Quadrille op. 24 (1846)
- Odeon Quadrille op. 29 (1846)
- Quadrille „Die Belagerung von Rochelle“ (M. W. Balfe) után op. 31 (1846)
- Alexander-Quadrille op. 33 (1847)
- Industrie-Quadrille op. 35 (1847)
- Wilhelminen-Quadrille op. 37 (1847)
- Quadrille „Die Königin von Leon“ ( Boisselot) után~' op. 40 (1847)
- Fest-Quadrille op. 44 (1847)
- Martha-Quadrille op. 46 (1848)
- Szeladon Quadrille op. 48 (1847) [Szeladon: itt „schmachtender Liebhaber“]
- Marien-Quadrille op. 51 (1847/48)
- Annika-Quadrille op. 53 (1848)
- Quadrille „Der Blitz“ (F. Halévy) után op. 59 (1848)
- Sanssouci Quadrille op. 63 (1849)
- Nikolai-Quadrille op. 65 (1849)
- Künstler-Quadrille op. 71 (1849)
- Sophien-Quadrille op. 75 (1850)
- Attaque Quadrille op. 76 (1850)
- Bonvivant-Quadrille op. 86 (1850)
- Slaven-Ball Quadrille op. 88 (1851)
- Maskenfest-Quadrille op. 92 (1851)
- Promenade-Quadrille op. 98 (1851)
- Vivat! Quadrille op. 103 (1851)
- Tête-à-Tête-Quadrille op. 109 (1852)
- Melodien-Quadrille op. 112 (1852)
- Hofball-Quadrille op. 116 (1852)
- Nocturne-Quadrille op. 120 (1852)
- Indra-Quadrille op. 122 (1852)
- Satanella-Quadrille op. 123 (1853)
- Motor-Quadrille op. 129 (1853)
- Bouquet-Quadrille op. 135 (1853)
- Carnevals-Spectakel-Quadrille op. 152 (1854)
- Nordstern-Quadrille op. 153 (1854)
- Handels-Elite-Quadrille op. 166 (1855)
- Bijouterie-Quadrille op. 169 (1855)
- Sztrelna Terrassen-Quadrille op. 185 (1856)
- La Berceuse op. 194 (1857)
- Le beau monde op. 199 (1857)
- Künstler-Quadrille op. 201 (1858)
- Dinorah-Quadrille op. 224 (1859)
- Orpheus-Quadrille op. 236 (1860)
- Neue Melodien-Quadrille op. 254 (1861)
- St. Petersburg op. 255 (1861)
- Chansonette-Quadrille op. 259 (1861)
- „Un ballo in maschera“, Quadrille op. 272 (1862)
- Lieder-Quadrille op. 275 (1863)
- Faust-Quadrille op. 277 (1861)
- Saison-Quadrille op. 283 (1864)
- Quadrille sur des airs français op. 290 (1864)
- L’Africaine op. 299 (1865)
- Bal champêtre op. 303 (1865)
- Le premier jour de bonheur op. 327 (1868)
- Slovianka-Quadrille op. 338 (1869)
- Festival-Quadrille op. 341 (1867)
- Indigo-Quadrille op. 344 (1871)
- Rotunde-Quadrille op. 360 (1873)
- Fledermaus-Quadrille op. 363 (1874)
- Cagliostro-Quadrille op. 369 (1875),
- Methusalem-Quadrille op. 376 (1877)
- Opern-Maskenball-Quadrille op. 384 (1879)
- Spitzentuch-Quadrille op. 392 (1881)
- Der lustige Krieg op. 402 (1882)
- Quadrille nach Motiven der komischen Oper „Egy éj Velencében“ op. 416 (1884)
- Zigeunerbaron-Quadrille op. 422 (1886)
- Simplicius-Quadrille op. 429 (1888)
- Pásmán-Quadrille op. 441 (1892)
- Ninetta-Quadrille op. 446 (1893)
- Jabuka-Quadrille op. 460 (1894)
- Waldmeister-Quadrille op. 468 (1896)
- Göttin der Vernunft. op. 476 (1898)

## Egyéb művek
- Pesther Czárdás op. 23 (1846)
- Romanze Nr. 1 op. 243 (1860)
- Romanze Nr. 2 op. 355 (1860)
- Perpetuum Mobile (Ein Musikalischer Scherz) op. 257 (1861)
- Im russischen Dorfe Fantasie op. 355 (1872)

## Fordítás
Ez a szócikk részben vagy egészben  a   Valzer di Johann Strauss (figlio) című olasz Wikipédia-szócikk fordításán alapul.  Az eredeti cikk szerkesztőit annak laptörténete sorolja fel. Ez a jelzés csupán a megfogalmazás eredetét és a szerzői jogokat jelzi, nem szolgál a cikkben szereplő információk forrásmegjelöléseként.
Ez a szócikk részben vagy egészben  a   Polke di Johann Strauss (figlio) című olasz Wikipédia-szócikk fordításán alapul.  Az eredeti cikk szerkesztőit annak laptörténete sorolja fel. Ez a jelzés csupán a megfogalmazás eredetét és a szerzői jogokat jelzi, nem szolgál a cikkben szereplő információk forrásmegjelöléseként.
Ez a szócikk részben vagy egészben  a   Marce di Johann Strauss (figlio) című olasz Wikipédia-szócikk fordításán alapul.  Az eredeti cikk szerkesztőit annak laptörténete sorolja fel. Ez a jelzés csupán a megfogalmazás eredetét és a szerzői jogokat jelzi, nem szolgál a cikkben szereplő információk forrásmegjelöléseként.